# Enfield (Londres)
Enfield (pronunciación en inglés: /ˈɛnfiːld/) es un municipio del Gran Londres (London Borough of Enfieldⓘ), (Inglaterra) Reino Unido de Gran Bretaña e Irlanda del Norte. Fue instaurado el 1 de abril de 1965 bajo el Acta del Gobierno de Londres de 1963. Este municipio suburbano se encuentra en la parte norte de la ciudad. Linda con los municipios londinenses de Barnet, Haringey y Waltham Forest, los distritos de Hertsmere, Welwyn Hatfield y Broxbourne en Hertfordshire, y el Epping Forest en Essex. La autoridad local es el Enfield London Borough Council.

## Etimología
El nombre Enfield fue documentado en el Domesday Book en 1086 como Enefelde, y como Einefeld en 1214, Enfeld en 1293 y Enfild en 1564: esto es, "campo abierto de un hombre llamado Ēana', o "donde se crían los corderos", del inglés antiguo feld con un nombre personal inglés antiguo o con el término de inglés antiguo ēan, "cordero". El feld habría sido una referencia a una zona despejada de árboles dentro de tierra boscosa que más tarde se convertiría en Enfield Chase.

## Historia
Enfield Town solía ser una pequeña ciudad de mercado en el condado de Middlesex en el borde del bosque sobre un día de viaje al norte de Londres. Al crecer Londres, Enfield Town y sus alrededores se convirtieron al final en un suburbio residencial, con rápidos enlaces de transporte con el centro de Londres.
El actual municipio se creó en 1965 con las áreas anteriores del municipio de Southgate, el de Enfield y el de Edmonton. 
En época de los romanos, Enfield enlazaba con Londinium junto a Ermine Street, la gran calzada romana que se extendía hasta Eboracum (la actual York). Objetos encontrados a principios de los años 1900 revelan que había asentamientos romanos en las zonas donde ahora están Edmonton y Bush Hill Park.
Está documentado que en el año 790 el rey Offa de Mercia dio tierras de Edmonton a la abadía de St Albans. La zona se convirtió en un lugar estratégicamente importante cuando Anglia Oriental fue tomada por los daneses. En la década de 790 se construyeron fortalezas por hombres leales al rey Alfredo el Grande, para mantener a los daneses al este del río Lea.
Tras la conquista normanda, tanto Enfield como Edmonton se mencionan en el Domesday Book. Ambos tenían iglesias. Enfield tenía 400 habitantes y Edmonton 300. Enfield es también descrito como poseedor de un "parc". Este parque, una zona con densidad de bosques para cazar, era clave para la existencia de Enfield durante la Edad Media. Londinenses ricos fueron a Enfield primero a cazar, y luego a construir casas en estos alrededores boscosos y verdes. En 1303, Eduardo I de Inglaterra dio a Enfield un capítulo para que mantuviera un mercado semanal, que ha seguido hasta la actualidad. La cruz del antiguo mercado fue eliminada a principios del siglo XX para hacer lugar a un monumento a la coronación del rey Eduardo VII, pero fue conservada por el cultivador Edward Augustus Bowles en su jardín en la cercana Myddelton House, donde permanece aún hoy.
La Enfield Grammar School, con su antigua sala Tudor, se alza junto al mercado de Enfield Town y la iglesia de San Andrés. La escuela se ha extendido varias veces desde 1586. Ha habido más añadidos después de la Segunda Guerra Mundial.
Históricamente, Enfield estaba cerca del palacio de Eduardo VI, donde Isabel I vivió mientras era una princesa, incluyendo durante la enfermedad final de Enrique VIII. Eduardo fue llevado allí para unirse a ella, de manera que en compañía de su hermano, Eduardo Seymour, primer conde de Hertford, pudiera llevarle noticias a Eduardo, anunciando formalmente la muerte de su real padre en la cámara de Enfield, sobre sus rodillas para obedecer al niño formalmente como rey. Más tarde Isabel mantuvo corte allí cuando fue reina (esto se recuerda en el nombre Palace Gardens, que era una calle que corría por detrás de los grandes almacenes Pearsons y aún se recuerda en el nombre del centro comercial de Enfield).

## Geografía
Enfield está ubicado en la zona norte del Plano de Londres, en el área conocida como Londres exterior. Limita con dos condados, al norte con Hertfordshire y al nordeste con Essex, y con otros tres municipios de Londres, al este con Waltham Forest, al sur con Haringey y al oeste con Barnet. Según la Oficina Nacional de Estadística británica, tiene una superficie de 80,83 km².

## Demografía
Según el censo de 2001, Enfield tenía 273 559 habitantes (47,78% varones, 52,22% mujeres) y una densidad de población de 3384,37 hab/km². El 21,13% eran menores de 16 años, el 72,27% tenían entre 16 y 74, y el 6,6% eran mayores de 74. La media de edad era de 36,87 años. 
Según su grupo étnico, el 77,11% de los habitantes eran blancos, el 2,96% mestizos, el 7,77% asiáticos, el 10,45% negros, el 0,74% chinos, y el 0,97% de cualquier otro. La mayor parte (74,93%) eran originarios del Reino Unido. El resto de países europeos englobaban al 7,48% de la población, mientras que el 5,27% había nacido en África, el 8,86% en Asia, el 2,49% en América del Norte, el 0,47% en América del Sur, el 0,25% en Oceanía, y el 0,24% en cualquier otro lugar. El cristianismo era profesado por el 63,18%, el budismo por el 0,49%, el hinduismo por el 3,35%, el judaísmo por el 1,95%, el islam por el 9,62%, el sijismo por el 0,33%, y cualquier otra religión por el 0,62%. El 12,35% no eran religiosos y el 8,12% no marcaron ninguna opción en el censo.
El 48,33% de los habitantes estaban solteros, el 37,84% casados, el 2,1% separados, el 5,75% divorciados y el 5,98% viudos. Había 110 398 hogares con residentes, de los cuales el 31,41% estaban habitados por una sola persona, el 12,78% por padres solteros con o sin hijos dependientes, el 52,52% por parejas (44,93% casadas, 7,59% sin casar) con o sin hijos dependientes, y el 3,28% por múltiples personas. Además, había 2378 hogares sin ocupar y 455 eran alojamientos vacacionales o segundas residencias.
De los 130 425 habitantes económicamente activos, el 89,25% estaban empleados, el 6,26% desempleados y el 4,47% eran estudiantes a tiempo completo.

## Distritos de Enfield
La siguiente es una lista de lugares ubicados dentro del municipio londinense de Enfield:
- Arnos Grove
- Botany Bay
- Bowes Park (también en parte en Haringey)
- Brimsdown
- Bulls Cross
- Bush Hill Park
- Clay Hill
- Cockfosters (también parcialmente en el municipio de Barnet)
- Crews Hill
- Edmonton
- Enfield Chase
- Enfield Highway
- Enfield Island Village
- Enfield Lock
- Enfield Town
- Enfield Wash
- Forty Hill
- Freezywater
- Grange Park
- Hadley Wood
- New Southgate (también parcialmente en el municipio de Barnet)
- Oakwood
- Palmers Green
- Ponders End
- Southgate
- Winchmore Hill
- World's End